# Mário Soares
Mário Alberto Nobre Lopes Soares, (phát âm tiếng Bồ Đào Nha: [ˈmaɾiu suˈaɾɨʃ]; 7 tháng 12 năm 1924 – 7 tháng 1 năm 2017) là một chính trị gia người Bồ Đào Nha, ông giữ chức Thủ tướng Bồ Đào Nha từ năm 1976 đến năm 1978 và từ năm 1983 đến năm 1985, và sau đó là Tổng thống thứ 17 của Bồ Đào Nha từ năm 1986 đến năm 1996.